# Тонино Бенакиста
Тонино Бенакиста (на френски: Tonino Benacquista) е френски писател, романист и сценарист от италиански произход.

## Биография и творчество
Роден на 1 септември 1961 г. в парижкото предградие Шоази-льо-Роа (Choisy-le-Roi).
За кратко изучава филмово изкуство, работи като помощник в художествена галерия и др.
Пише романите:
„Някой друг“ (Quelqu’un d’autre, 2001), La Boîte noire, Tout à l’égo, La Machine à broyer les petites filles, и други. „Малавита“ (2004) е филмиран от Люк Бесон като „Коза Ностра“ („The Family“, 2013).
Сценарист е на филмите:
- „Чети по устните“ (Sur mes lèvres) – за който получава наградата Сезар за най-добър сценарий;
- „Сърцето ми спря да бие“ (De battre mon coeur s'est arrete).

Пише за театъра и е автор на няколко комикса. Работи и живее в Париж, Франция.